# Chirita umbrophila
Chirita umbrophila är en tvåhjärtbladig växtart som beskrevs av Cheng Yih Wu och Hsi Wen Li. Chirita umbrophila ingår i släktet Chirita och familjen Gesneriaceae. Inga underarter finns listade i Catalogue of Life.